# 阿必失合
阿必失合（?—?），元朝大臣，又作阿必失哈、阿必赤合，元世祖时中书平章政事。
至元十九年（1282年）三月戊子，元世祖任命领北庭都护府阿必失合为御史大夫、行御史台事。至元二十二年（1285年）正月丙申，行御史台罢，升任阿必失合为中书省平章政事。至元二十三年（1286年），平章阿必失合和参政秃鲁花建议以征日本所造船给沿海居民运稂，随后，免除阿必失合平章政事之职。